# Wereldkampioenschappen schaatsen sprint 2019
De 50e wereldkampioenschappen schaatsen sprint op de schaats werden in 2019 op 23 en 24 februari in het ijsstadion Thialf te Heerenveen gehouden en georganiseerd door de Internationale Schaats Unie (ISU). Het was voor de negende keer dat een WK sprint evenement in Nederland plaatsvond en voor de zevende keer in Heerenveen.
De titelhouders van het WK 2018 waren de Noor Håvard Holmefjord Lorentzen en de Nederlandse Jorien ter Mors die beide hun eerste titel behaalden. Lorentzen werd deze editie vierde, Ter Mors kon haar titel niet verdedigen. De nieuwe wereldkampioenen werden beide eerder kampioen. De Rus Pavel Koelizjnikov werd dit eerder in 2015 en 2016 en de Japanse Nao Kodaira in 2017, dit waren ook hun enige plaatsen op het eindpodium. De beide nummers twee uit Japan, Tatsuya Shinhama bij de mannen en Miho Takagi bij de vrouwen, namen voor het eerst op het eindpodium plaats. De beide nummers drie namen voor de vierde keer op dit podium plaats. De Nederlander Kjeld Nuis werd in 2017 ook derde en in 2016 en 2018 tweede. De Amerikaanse Brittany Bowe werd in 2015 en 2016 wereldkampioene en in 2018 tweede.

## Toewijzing
De volgende plaatsen/ijsbanen hadden een bid ingediend om het WK sprint 2019 te mogen organiseren:
| Land        | Plaats     | IJsbaan     |
| ----------- | ---------- | ----------- |
| Wit-Rusland | Minsk      | Minsk Arena |
| Nederland   | Heerenveen | Thialf      |

Op 18 oktober 2016 werd bekend dat het WK sprint 2019 is toegewezen aan Heerenveen, Nederland.

## Startplaatsen
|         | 3                                              | 2                           | 1                                                                     |
| ------- | ---------------------------------------------- | --------------------------- | --------------------------------------------------------------------- |
| Mannen  | Duitsland Japan Nederland Rusland Zuid-Korea   | Canada Noorwegen Polen      | België Estland Finland Italië Kazachstan Verenigde Staten Wit-Rusland |
|         |                                                |                             |                                                                       |
| Vrouwen | China Japan Nederland Rusland Verenigde Staten | Canada Noorwegen Zuid-Korea | Argentinië Duitsland Kazachstan Oostenrijk Polen Taiwan Wit-Rusland   |

Namens België nam Mathias Vosté (17e) bij de mannen deel. Namens Nederland namen Kjeld Nuis (3e), Hein Otterspeer (8e) en Kai Verbij (5e) bij de mannen en Letitia de Jong (13e), Jutta Leerdam (10e) en Sanneke de Neeling (6e) bij de vrouwen deel.

## Uitslagen

### Mannen
| Onderdeel | Goud               | Zilver             | Brons                                          |
| --------- | ------------------ | ------------------ | ---------------------------------------------- |
| Vierkamp  | Pavel Koelizjnikov | Tatsuya Shinhama   | Kjeld Nuis                                     |
|           |                    |                    |                                                |
| 0500m     | Tatsuya Shinhama   | Kai Verbij         | Pavel Koelizjnikov Håvard Holmefjord Lorentzen |
| 1000m     | Kjeld Nuis         | Masaya Yamada      | Pavel Koelizjnikov                             |
| 0500m     | Pavel Koelizjnikov | Tatsuya Shinhama   | Kai Verbij                                     |
| 1000m     | Kjeld Nuis         | Pavel Koelizjnikov | Håvard Holmefjord Lorentzen                    |

| Totaal WK afstandmedailles | Totaal WK afstandmedailles |
| -------------------------- | -------------------------- |
| Kjeld Nuis                 | 8-0-1                      |
| Pavel Koelizjnikov         | 6-3-3                      |
| Håvard Lorentzen           | 2-1-4                      |
| Tatsuya Shinhama           | 1-1-0                      |
| Kai Verbij                 | 0-2-4                      |
| Masaya Yamada              | 0-1-0                      |

### Klassement
| Rang   | Schaatser                   | Land             | 500m       | 1000m        | 500m       | 1000m        | Punten  |
| ------ | --------------------------- | ---------------- | ---------- | ------------ | ---------- | ------------ | ------- |
| Goud   | Pavel Kulizjnikov           | Rusland          | 34,74 (3)  | 1.08,06 (3)  | 34,31 (1)  | 1.08,62 (2)  | 137.390 |
| Zilver | Tatsuya Shinhama            | Japan            | 34,66 (1)  | 1.08,57 (5)  | 34,45 (2)  | 1.08,82 (5)  | 137.805 |
| Brons  | Kjeld Nuis                  | Nederland        | 34,98 (9)  | 1.07,86 (1)  | 35,05 (7)  | 1.07,80 (1)  | 137.860 |
| 4      | Håvard Holmefjord Lorentzen | Noorwegen        | 34,74 (3)  | 1.08,19 (4)  | 34,91 (6)  | 1.08,73 (3)  | 138.110 |
| 5      | Kai Verbij                  | Nederland        | 34,72 (2)  | 1.09,21 (10) | 34,74 (3)  | 1.08,85 (6)  | 138.490 |
| 6      | Masaya Yamada               | Japan            | 35,07 (11) | 1.08,03 (2)  | 35,17 (12) | 1.09,00 (7)  | 138.755 |
| 7      | Nico Ihle                   | Duitsland        | 34,92 (7)  | 1.08,79 (7)  | 35,14 (10) | 1.08,76 (4)  | 138.835 |
| 8      | Hein Otterspeer             | Nederland        | 34,92 (7)  | 1.08,67 (6)  | 35,14 (10) | 1.09,05 (8)  | 138.920 |
| 9      | Viktor Moesjtakov           | Rusland          | 34,75 (5)  | 1.08,93 (9)  | 35,05 (7)  | 1.09,38 (10) | 138.955 |
| 10     | Roeslan Moerasjov           | Rusland          | 34,75 (5)  | 1.10,07 (14) | 34,77 (4)  | 1.09,69 (11) | 139.400 |
| 11     | Joel Dufter                 | Duitsland        | 35,20 (15) | 1.08,79 (7)  | 35,41 (15) | 1.09,26 (9)  | 139.635 |
| 12     | Laurent Dubreuil            | Canada           | 35,05 (10) | 1.09,75 (13) | 35,05 (7)  | 1.09,83 (12) | 139.890 |
| 13     | Artur Nogal                 | Polen            | 35,07 (11) | 1.10,38 (18) | 34,78 (5)  | 1.10,11 (15) | 140.095 |
| 14     | Ignat Golovatsioek          | Wit-Rusland      | 35,37 (18) | 1.09,55 (12) | 35,29 (13) | 1.09,86 (13) | 140.365 |
| 15     | Yuto Fujino                 | Japan            | 35,11 (13) | 1.09,43 (11) | 35,44 (16) | 1.10,85 (18) | 140.690 |
| 16     | Piotr Michalski             | Polen            | 35,23 (16) | 1.10,55 (21) | 35,29 (13) | 1.10,62 (16) | 141.105 |
| 17     | Mathias Vosté               | België           | 35,56 (21) | 1.10,46 (19) | 35,77 (22) | 1.10,06 (14) | 141.590 |
| 18     | Chung Jae-woong             | Zuid-Korea       | 35,49 (19) | 1.10,07 (14) | 35,71 (20) | 1.11,03 (19) | 141.750 |
| 19     | Christopher Fiola           | Canada           | 35,31 (17) | 1.10,47 (20) | 35,56 (17) | 1.11,38 (21) | 141.795 |
| 20     | Marten Liiv                 | Estland          | 35,78 (23) | 1.10,65 (22) | 35,63 (18) | 1.10,63 (17) | 142.050 |
| 21     | David Bosa                  | Italië           | 35,49 (19) | 1.11,41 (28) | 35,65 (19) | 1.11,65 (25) | 142.670 |
| 22     | No Joon-soo                 | Zuid-Korea       | 35,73 (22) | 1.11,08 (23) | 35,80 (23) | 1.11,52 (22) | 142.830 |
| 23     | Samuli Suomalainen          | Finland          | 35,93 (23) | 1.11,26 (26) | 35,94 (24) | 1.11,30 (20) | 143.150 |
| 24     | Aleksandr Klenko            | Kazachstan       | 35,90 (24) | 1.11,20 (24) | 35,99 (25) | 1.11,54 (23) | 143.260 |
| 25     | Kim Yeong-jin               | Zuid-Korea       | 36,21 (28) | 1.11,23 (25) | 35,75 (21) | 1.11,58 (24) | 143.365 |
| 26     | Jeremias Marx               | Duitsland        | 36,06 (26) | 1.11,29 (27) | 36,41 (26) | 1.11,87 (26) | 144.050 |
| 27     | Henrik Fagerli Rukke        | Noorwegen        | 35,12 (14) | 1.10,24 (17) | DQ         | DNS          |         |
| 28     | Joey Mantia                 | Verenigde Staten | 36,06 (26) | 1.10,15 (16) | DNS        |              |         |

### Vrouwen
| Onderdeel | Goud          | Zilver         | Brons             |
| --------- | ------------- | -------------- | ----------------- |
| Vierkamp  | Nao Kodaira   | Miho Takagi    | Brittany Bowe     |
|           |               |                |                   |
| 0500m     | Nao Kodaira   | Vanessa Herzog | Angelina Golikova |
| 1000m     | Brittany Bowe | Miho Takagi    | Daria Kachanova   |
| 0500m     | Nao Kodaira   | Brittany Bowe  | Angelina Golikova |
| 1000m     | Miho Takagi   | Brittany Bowe  | Nao Kodaira       |

| Totaal WK afstandmedailles | Totaal WK afstandmedailles |
| -------------------------- | -------------------------- |
| Brittany Bowe              | 7-5-1                      |
| Nao Kodaira                | 7-1-5                      |
| Miho Takagi                | 1-1-0                      |
| Angelina Golikova          | 0-1-2                      |
| Vanessa Herzog             | 0-1-0                      |
| Daria Kachanova            | 0-0-1                      |

### Klassement
| Rang   | Schaatsster              | Land             | 500m       | 1000m        | 500m       | 1000m        | Punten  |
| ------ | ------------------------ | ---------------- | ---------- | ------------ | ---------- | ------------ | ------- |
| Goud   | Nao Kodaira              | Japan            | 37,27 (1)  | 1.15,01 (4)  | 37,41 (1)  | 1.14,96 (3)  | 149.665 |
| Zilver | Miho Takagi              | Japan            | 37,62 (4)  | 1.14,82 (2)  | 37,74 (4)  | 1.14,56 (1)  | 150.050 |
| Brons  | Brittany Bowe            | Verenigde Staten | 37,89 (5)  | 1.14,60 (1)  | 37,67 (2)  | 1.14,64 (2)  | 150.180 |
| 4      | Vanessa Herzog           | Oostenrijk       | 37,31 (2)  | 1.15,78 (8)  | 37,81 (5)  | 1.16,07 (9)  | 151.045 |
| 5      | Jekaterina Ajdova        | Kazachstan       | 38,04 (8)  | 1.15,36 (7)  | 37,94 (7)  | 1.15,04 (5)  | 151.180 |
| 6      | Sanneke de Neeling       | Nederland        | 38,09 (10) | 1.15,08 (5)  | 38,25 (12) | 1.15,28 (6)  | 151.520 |
| 7      | Daria Kachanova          | Rusland          | 38,00 (7)  | 1.14,94 (3)  | 38,39 (13) | 1.15,33 (7)  | 151.525 |
| 8      | Angelina Golikova        | Rusland          | 37,49 (3)  | 1.16,11 (10) | 37,71 (3)  | 1.16,64 (14) | 151.575 |
| 9      | Olga Fatkoelina          | Rusland          | 37,99 (6)  | 1.16,48 (14) | 37,90 (6)  | 1.15,62 (8)  | 151.940 |
| 10     | Jutta Leerdam            | Nederland        | 38,58 (16) | 1.15,31 (6)  | 38,50 (15) | 1.15,03 (4)  | 152.250 |
| 11     | Maki Tsuji               | Japan            | 38,07 (9)  | 1.16,71 (15) | 38,00 (8)  | 1.16,34 (11) | 152.595 |
| 12     | Heather McLean           | Canada           | 38,10 (11) | 1.16,23 (12) | 38,12 (10) | 1.16,66 (15) | 152.665 |
| 13     | Letitia de Jong          | Nederland        | 38,45 (14) | 1.16,39 (13) | 38,05 (9)  | 1.16,11 (10) | 152.750 |
| 14     | Kaylin Irvine            | Canada           | 38,38 (13) | 1.16,92 (16) | 38,24 (11) | 1.17,17 (17) | 153.665 |
| 15     | Jin Jingzhu              | China            | 38,24 (12) | 1.17,11 (18) | 38,40 (14) | 1.17,59 (20) | 153.990 |
| 16     | Li Qishi                 | China            | 38,98 (19) | 1.16,17 (11) | 38,88 (17) | 1.16,45 (13) | 154.170 |
| 17     | Kimi Goetz               | Verenigde Staten | 38.49 (15) | 1.17,14 (19) | 38,81 (16) | 1.16,85 (16) | 154.295 |
| 18     | Natalia Czerwonka        | Polen            | 39,36 (21) | 1.16,10 (9)  | 39,31 (16) | 1.16,35 (12) | 154.895 |
| 19     | Zhao Xin                 | China            | 38,82 (18) | 1.17,81 (21) | 39,11 (18) | 1.17,31 (19) | 155.490 |
| 20     | Gabriele Hirschbichler   | Duitsland        | 39,38 (22) | 1.17,01 (17) | 39,81 (25) | 1.17,25 (18) | 156.320 |
| 21     | Huang Yu-ting            | Chinees Taipei   | 39,05 (20) | 1.17,71 (20) | 39,39 (21) | 1.18,18 (21) | 156.385 |
| 22     | Bri Bocox                | Verenigde Staten | 39,47 (24) | 1.18,37 (23) | 39,67 (23) | 1.19,24 (22) | 157.945 |
| 23     | Anne Gulbrandsen         | Noorwegen        | 39,61 (26) | 1.19,04 (24) | 39,72 (24) | 1.19,53 (23) | 158.615 |
| 24     | Anna Nifontova           | Wit-Rusland      | 39,44 (23) | 1.20,47 (26) | 39,38 (20) | 1.21,62 (24) | 159.865 |
| 25     | Maria Victoria Rodriguez | Argentinië       | 40,41 (28) | 1.23,09 (28) | 40,26 (26) | 1.22,95 (25) | 163.690 |
| 26     | Kim Min-ji               | Zuid-Korea       | 39,52 (25) | 1.20,21 (25) | 39,47 (22) | DNS          |         |
| 27     | Park Chae-eun            | Zuid-Korea       | 40,32 (27) | 1.21,38 (27) | 40,41 (27) | DNS          |         |
| 28     | Hege Bøkko               | Noorwegen        | 38,76 (17) | 1.18,19 (22) | DNS        |              |         |